# 易北河畔米尔贝格
易北河畔米尔贝格（德語：Mühlberg/Elbe），通称米尔贝格（德語：Mühlberg，發音：[ˈmyːlˌbɛʁk] ⓘ），是德国勃兰登堡州易北-埃尔斯特县的城市，面积89.2平方千米，2023年12月31日人口为3,481人。